# Адаст
Адаст (фр. Adast) је насеље и општина у јужној Француској у региону Миди Пирене, у департману Горњи Пиринеји која припада префектури Аржеле Газо.
По подацима из 2011. године у општини је живело 261 становника, а густина насељености је износила 248,57 становника/km². Општина се простире на површини од 1,05 km². Налази се на средњој надморској висини од 444 метара (максималној 542 m, а минималној 434 m).

## Демографија
| 1962. | 1968. | 1975. | 1982. | 1990. | 1999. | 2011. |
| ----- | ----- | ----- | ----- | ----- | ----- | ----- |
| 146   | 174   | 200   | 205   | 203   | 227   | 261   |

График промене броја становника у току последњих година